# Pseudocrenilabrus
Pseudocrenilabrus är ett litet släkte fiskar i familjen ciklider som förekommer i Afrika. De blir som vuxna mellan 7,7 och 13 centimeter långa, beroende på art.

## Biotoper
Alla arterna återfinns främst i grunda våtmarker, bäckar och i lugnt vatten i tätt bevuxna floder. De återfinns mer sällan i strandområden i mindre insjöar, och aldrig i någon av Afrikas större sjöar. Detta bland annat för att konkurrensen från de förvisso ganska närbesläktade men oftast betydligt större och mer rovgiriga cikliderna i släktet Haplochromis blir för stor i sådana miljöer.

## Föda

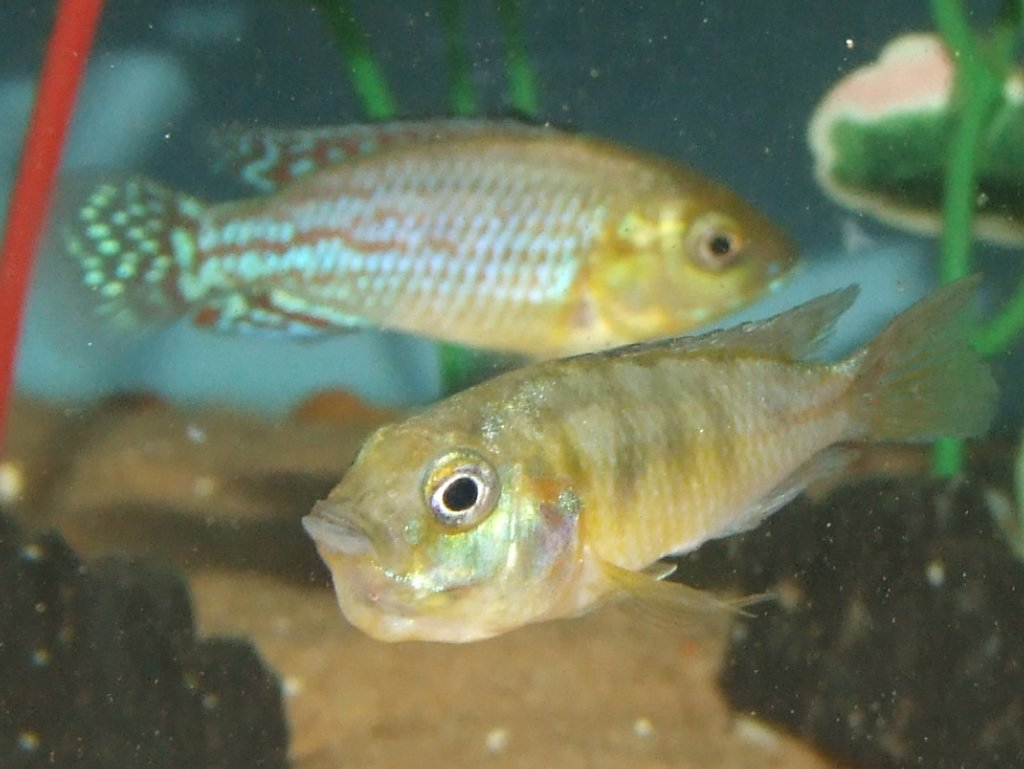
Pseudocrenilabrus nicholsi, hona som ruvar rom. Hane i bakgrunden.

Samtliga Pseudocrenilabrus är allätare ("omnivora"), och livnär sig huvudsakligen på maskar, små kräftdjur, insekter, småfisk, alger och olika vattenväxter.

## Fortplantning
Dessa fiskar är så kallade munruvare, som "ruvar" ägg och nykläckta yngel i munnen, för att på så sätt skydda dem mot rovdjur. Hos dessa munruvare är det endast honan som tar hand om avkomman på detta vis. Romkornens storlek är cirka 2,5 millimeter, och beroende på honans storlek, ålder och tillgången på föda varierar kullarnas storlek från 6 upp till så många som 100 yngel. Honan ruvar rommen i 14 dygn innan den kläcks. Ynglen är 6,5 till 7,5 millimeter långa när de släpps ut ur munnen första gången. Dagtid ruvar hon sedan även ynglen i munnen under korta perioder, i händelse av fara, samt hela nätterna. Detta pågår under en eller i sällsynta fall ett par veckors tid, till dess ynglen är stora nog att klara sig själva. Ynglen och ungfiskarna äter framför allt små vattenlevande insekter och kräftdjur, men honan äter vanligtvis mycket lite eller inte alls under den period hon ruvar ägg och yngel. Arten Pseudocrenilabrus multicolor multicolor (egyptisk munruvare) var en av de allra första munruvande ciklider som odlades som akvariefisk.

## Lista över arter
Släktet omfattar tre arter samt lika många underarter:
- Pseudocrenilabrus multicolor multicolor (Schöller, 1903) – egyptisk munruvare – förekommer i Egypten och möjligen Sudan.[5]
- Pseudocrenilabrus multicolor victoriae Seegers, 1990 – viktoriamunruvare – förekommer i Kenya, Kongo-Kinshasa, Rwanda, Tanzania och Uganda.[6]
- Pseudocrenilabrus nicholsi (Pellegrin, 1928) – förekommer i Kongo-Kinshasa.[7]
- Pseudocrenilabrus philander philander (Weber, 1897) – förekommer i Angola, Botswana, Kongo-Kinshasa, Malawi, Moçambique, Namibia, Swaziland, Sydafrika, Tanzania, Zambia och Zimbabwe.[8]
- Pseudocrenilabrus philander dispersus (Trewavas, 1936) – förekommer i Angola, Malawi och Moçambique.[9]
- Pseudocrenilabrus philander luebberti (Hilgendorf, 1902) – förekommer i Namibia.[10]